# Amphorophora forbesi
Amphorophora forbesi är en insektsart som beskrevs av Richards 1959. Amphorophora forbesi ingår i släktet Amphorophora och familjen långrörsbladlöss. Inga underarter finns listade i Catalogue of Life.